# KrAZ
Pour l’article ayant un titre homophone, voir Crase.
Pour les articles homonymes, voir Kraz.

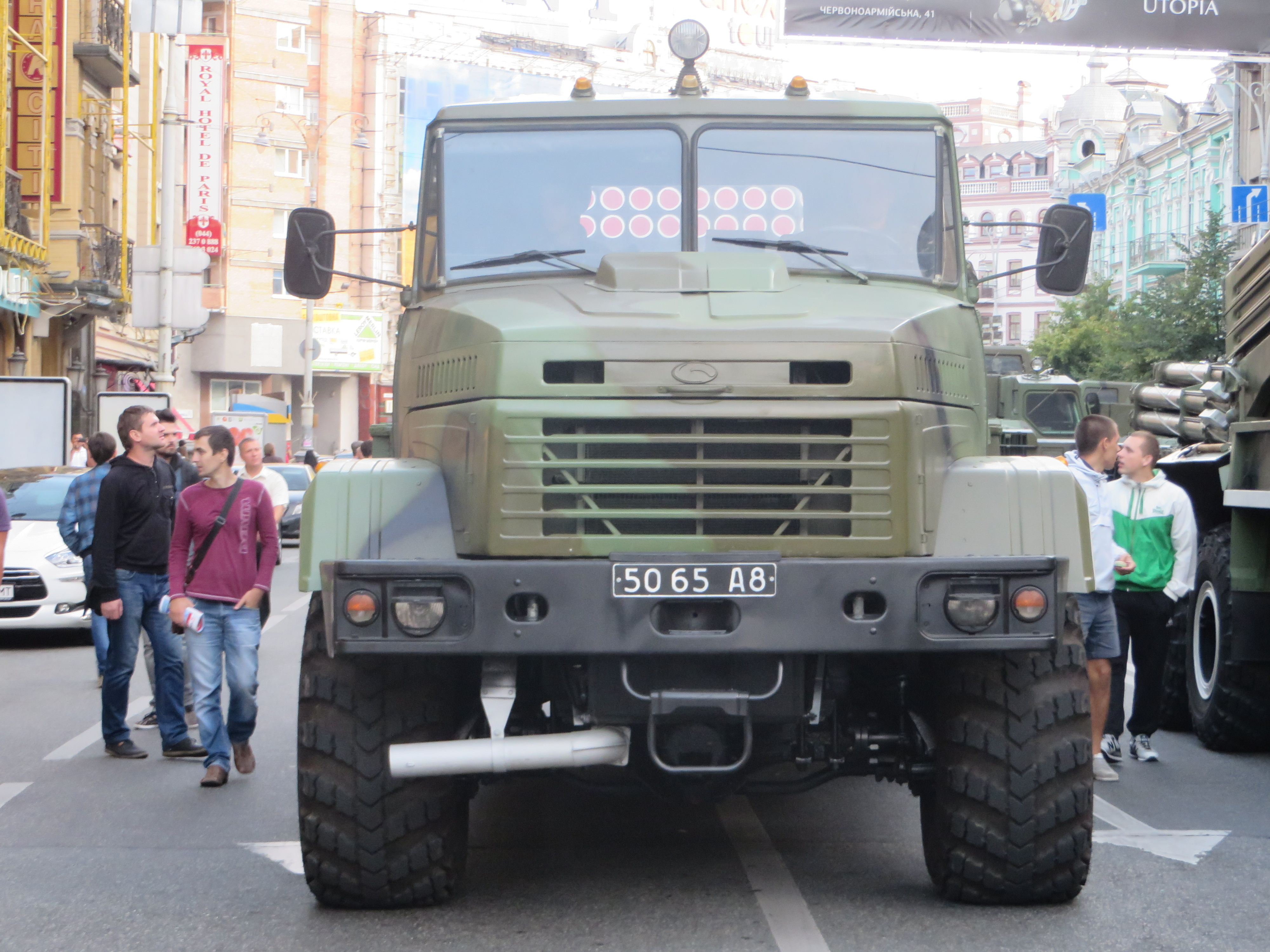
KrAZ-6322RA Bastion-01

KrAZ ou AvtoKrAZ (en ukrainien : Кременчуцький автомобільний завод (Kremenchuts'ky Avtomobil'ny Zavod), « Usine automobile de Krementchouk ») est une entreprise de construction de camions et de véhicules spécialisés, basée à Krementchouk (oblast de Poltava, Ukraine).

## Les véhicules

### Modèles actuels

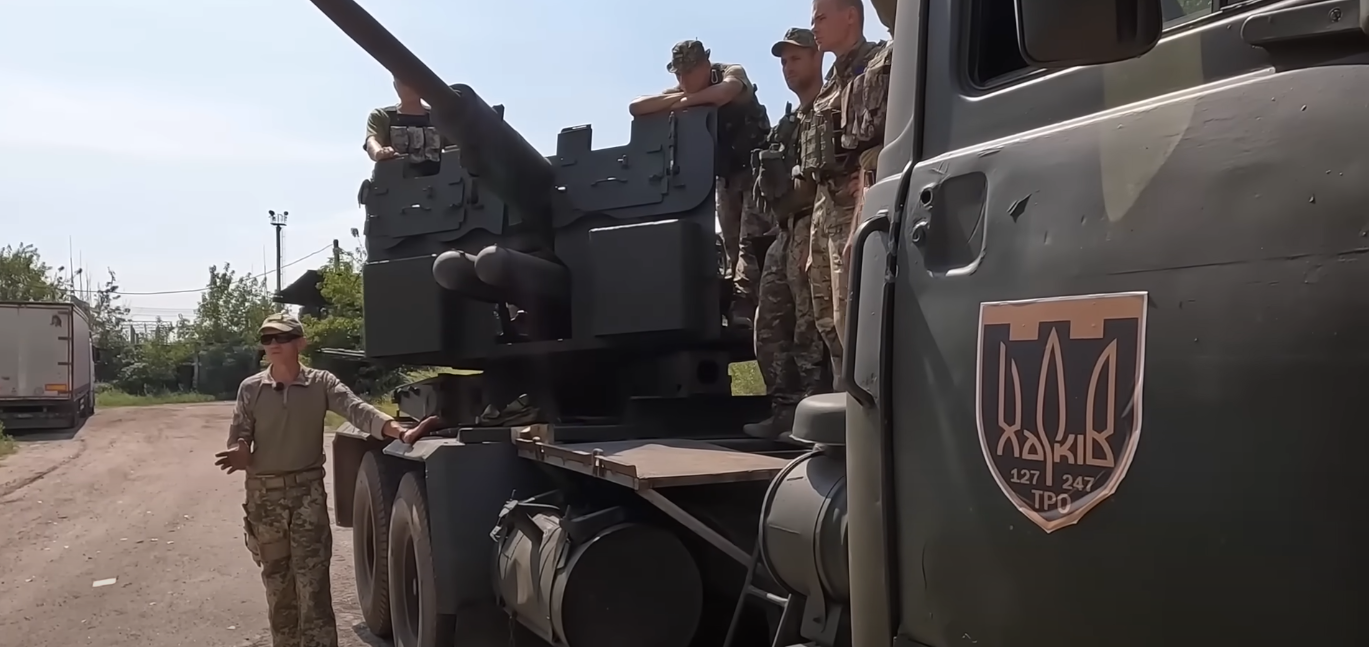
UN 65-10 équipé avec un canon antiaérien de la 127e brigade de défense territoriale.

- KrAZ-5233 ;
- KrAZ-5401 ;
- KrAZ-6322 ;
- KrAZ-6443 ;
- KrAZ-6446 ;
- KrAZ-6510 ;
- KrAZ-65055 ;
- KrAZ-65032 ;
- KrAZ-7133 ;
- KrAZ T17.0EX ;
- KrAZ C18.1 ;
- KrAZ C20.2 ;
- KrAZ C26.2 ;
- KrAZ H12.2 ;
- KrAZ H23.2 ;
- KrAZ H27.3.

#### Finalité militaire
- KrAZ Cougar[3] ;
- Spartan (véhicule) sous licence.

### Modèles anciens
- KrAZ-214
- KrAZ-219
- KrAZ-255
- KrAZ-256
- KrAZ-257
- KrAZ-258
- KrAZ-250
- KrAZ-260